# Molagnies
Molagnies és un municipi francès situat al departament del Sena Marítim i a la regió de Normandia. L'any 2018 tenia 186 habitants.

## Demografia
El 2018 tenia 186 habitants. La població ha evolucionat segons el següent gràfic: El 2007 hi havia 67 habitatges, 56 eren l'habitatges principals, 10 segones residències i un estava desocupat.

## Economia
El 2007 la població en edat de treballar era de 97 persones de les quals 73 eren actives. Hi havia una empresa de construcció, una empresa d'informació i comunicació i 2 d'empreses classificades com a «altres activitats de serveis» així com sis explotacions agrícoles.